# NASCAR Grand National de 1950
A Temporada da NASCAR Grand National de 1950 foi a segunda edição da Nascar, com 19 etapas disputadas o campeão foi Bill Rexford.

## Calendário
| '  | Data   | Corrida      | Circuito                    | Campeão          | Segundo          | Terceiro         |
| 1  | 5-feb  | Race 1       | Daytona Beach & Road Course | Harold Kite      | Red Byron        | Lloyd Moore      |
| 2  | 2-apr  | Race 2       | Charlotte Speedway          | Tim Flock        | Bob Flock        | Clyde Minter     |
| 3  | 16-apr | Race 3       | Langhorne Speedway          | Curtis Turner    | Lloyd Moore      | Jimmy Florian    |
| 4  | 21-mei | Race 4       | Martinsville Speedway       | Curtis Turner    | Jim Paschal      | Lee Petty        |
| 5  | 30-mei | Race 5       | Canfield Speedway           | Bill Rexford     | Glenn Dunnaway   | Lloyd Moore      |
| 6  | 18-jun | Race 6       | Vernon Fairgrounds          | Bill Blair       | Lloyd Moore      | Chuck Mahoney    |
| 7  | 25-jun | Race 7       | Dayton Speedway             | Jimmy Florian    | Dick Linder      | Buck Barr        |
| 8  | 2-jul  | Race 8       | Monroe County Fairgrounds   | Curtis Turner    | Bill Blair       | Lee Petty        |
| 9  | 23-jul | Race 9       | Charlotte Speedway          | Curtis Turner    | Chuck Mahoney    | Herb Thomas      |
| 10 | 13-aug | Race 10      | Occoneechee Speedway        | Fireball Roberts | Curtis Turner    | Dick Linder      |
| 11 | 20-aug | Race 11      | Dayton Speedway             | Dick Linder      | Red Harvey       | Herb Thomas      |
| 12 | 27-aug | Race 12      | Hamburg Speedway            | Dick Linder      | Fireball Roberts | Curtis Turner    |
| 13 | 4-sep  | Southern 500 | Darlington Raceway          | Johnny Mantz     | Fireball Roberts | Red Byron        |
| 14 | 17-sep | Race 14      | Langhorne Speedway          | Fonty Flock      | Bill Blair       | Fireball Roberts |
| 15 | 24-sep | Wilkes 200   | North Wilkesboro Speedway   | Leon Sales       | Jack Smith       | Ewell Weddle     |
| 16 | 1-okt  | Race 16      | Vernon Fairgrounds          | Dick Linder      | Ted Swaim        | Lloyd Moore      |
| 17 | 15-okt | Race 17      | Martinsville Speedway       | Herb Thomas      | Lee Petty        | Buck Baker       |
| 18 | 15-okt | Race 18      | Funk's Speedway             | Lloyd Moore      | Bucky Sager      | Bill Rexford     |
| 19 | 29-okt | Race 19      | Occoneechee Speedway        | Lee Petty        | Buck Baker       | Weldon Adams     |

## Classificação final
| 1  | Bill Rexford     | 1959 |
| 2  | Fireball Roberts | 1848 |
| 3  | Lee Petty        | 1590 |
| 4  | Lloyd Moore      | 1398 |
| 5  | Curtis Turner    | 1375 |
| 6  | Johnny Mantz     | 1282 |
| 7  | Chuck Mahoney    | 1217 |
| 8  | Dick Linder      | 1121 |
| 9  | Jimmy Florian    | 801  |
| 10 | Bill Blair       | 766  |